# نيللي وشريهان (مسلسل)
 نيللي وشريهان مسلسل تلفزيوني مصري عرض في رمضان 1437هـ/2016م.

## القصة
تدور أحداث المسلسل في إطار كوميدي اجتماعي، حيث تُجسّد دنيا سمير غانم دور فتاة تُدعى "نيللي"، وهي فتاة غنية تعيش في رغد، تلتقي بابنة عمها والتي تجسدها إيمي سمير غانم، فجدهم "ميكي" تزوج "ميمي" والتي أنجبت "عبد الله" والد نيللي كما تزوج "زيزي" والتي أنجبت "عبد الحليم" والذي تزوج "شادية" أخت "صباح" وأنجبا "شريهان" وبعد أن يلتقي "عبد الله" و"صباح" بعد زمان يتزوج "عبد الله" بخالة شريهان. تفلس شركته ويفقد ثروته فتنتقل "نيللي" لتعيش مع "شيريهان"، ليكتشفوا أن ثروة جدهما ميكي لا تزال موجودة وأنه حتى تجداها يجب عليهما حل (لغز ميكي) الذي كان داخل المجلة التي حررها جدهما، فتنطلق كل من نيللي وشيريهان في رحلة لحل اللغز وإيجاد الثروة.

## طاقم العمل
يشارك في المسلسل عدة ممثلين ومغنيين مصريين

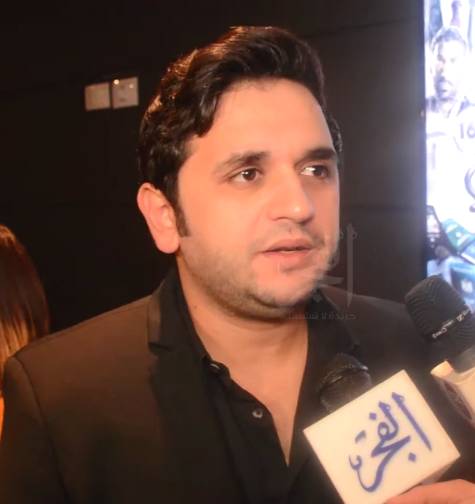
مصطفى خاطر

| - دنيا سمير غانم: نيللي - إيمي سمير غانم: شريهان - سلوى خطاب: صباح - بيومي فؤاد: عبد الله - محمد سلام: هاني الدبدوب - مصطفى خاطر: سيف - أحمد حلاوة: العم بندق (بنداري) | - محمود الجندي: عم ذهب - محمد ثروت: ضاحي - معتز التوني: شريف صديق سيف - لبنى محمود: ماما ميمي - أحمد السلكاوي: منير فلايط - بسنت شوقي: سو - سمير غانم:مكاوي أبو الخير ح 1، 30 | - شيكو: الظابط تيسير فهمي ح 2 - يوسف الحسيني: المذيع ح 3 - عبد الباسط حمودة: المغني ح 3 - هشام ماجد: الطبيب ح 4 - حكيم: المطرب ح7 - حمدي الميرغني: عبد العزيز ح 12-15 - دلال عبد العزيز: جدة بطة ح 15 | - سامي مغاوري: المعلم عبد المنعم ح 16 - شيماء سيف: فتحي ح 16 - حسن الرداد: ماجد مو ح 20-23 - عزت أبو عوف: محفوظ ح 20-23 - هند صبري: هند صبري ح 22، 26 - أحمد فهمي: أحمد فهمي ح 24-26 - الخليل كوميدي: الخليل كوميدي ح26 |

بالأشتراك مع: محمد دياب-زكي لوجو-إسلام فهمي-هبة سمير-أية سليم-أشرف بوزيشين-أحمد الحلواني ميان الحلواني-ماريان صلاح:دينا-شريهان أبو كيلة-وليد الزرقاني-حلمي محروس-ياسين-مراد علام-الصاوي محمد-مجدي وهبة-صميدة-ناني سعد الدين-علي جمال الدين-أحمد رحب أبو تريكة-رضا عبد العظيم-سيد البطوط-مصطفى منصور-محمد عبد العزيز-طارق والي-إسماعيل الجندي-أم كركر-مسعد عسلية-أيتو-رامي العسل-عم وحيد-طلعت الشريف:نادل -محمد أبو المجد-حسام همام-محمد كيلاني-مصطفى هميسة-محمد أبو الدهب-كلبظ-هشام وجيه-وائل بوجي-منال محمد-برنسة-فاتن عباس-حسين هريدي-أحمد البرعي-سياحة-عمرو رمضان

## حل الألغاز
- محاولة العثور على الثروة
- كانت البداية في لغز الكلمات المتقاطعة وقد حلته شريهان والذي دلهم على حل لغز ميكي بالمجلة
- وقد أشار حل اللغز لخزنة مكتب الدمنهوري وهي خزنة بمرسم الجد ميكي
- وعند فتح الخزنة من خلال مجموعة نيللي وشريهان وسيف وهاني وجدوا مجلة ثانية وبعد حل الكلمات المتقاطعة والتي اشارت الي حاوية قديمة في بورسعيد
- وعند ذهاب المجموعة الي حاوية بورسعيد وجدوا مجلة ثالثة أشارت الي عقد الجدة بطة
- وبعد السؤال عن عقد الجدة بطة عرفوا انها في متحف المجوهرات الملكية
- بعد ذلك قامت المجموعة بسرقة العقد والذي وجدوا عليه رقم صندوق بريد
- وعند فتح صندوق البريد وجدوا مجلة رابعة تشير الي سيارة محظوظ
- وحين ذهبوا الغردقة للقاء محفوظ أو محظوظ بالغردقة وجدوا مجلة خامسة بالسيارة
- وقد أشارت المجلة الي مجلة سادسة حيث ذكرت القصة بالمجلة الي بيت قديم له تحول لقسم شرطة حاليا
- وعند الدخول لغرفة الحجز بالقسم وبعد حفر القسم وجدوا مجلة سادسة والتي أشارات الي انها العدد الأخير وحل اللغز في العدد الذي يليه وهو المسودة
- وبعد ذلك عادوا للمرسم لكي يقراو المسودة وتمكنوا من الحصول على الكنز بعد حل اللغز

## قنوات العرض
- نايل كوميدي
- شبكة تليفزيون الحياة
- تلفزيون دبي[1]

## أصداء
- استطاع المسلسل حجز مكان له ضمن ترتيب قائمة 10 مسلسلات الأكثر صدارة على اليوتيوب لدراما رمضان ببلوغه المركز الثامن وذلك بعدد مشاهدات بلغ 140 ألف خلال حلقاته الأولى[7]
- مسلسل نيللي وشريهان ثاني مسلسل الأكثر مشاهدة بعد انتهاء 4 أيام فقط لدراما رمضان بمليون و796 ألف مشاهدة[8]